# Zelotes uquathus
Zelotes uquathus este o specie de păianjeni din genul Zelotes, familia Gnaphosidae, descrisă de Fitzpatrick în anul 2007. Conform Catalogue of Life specia Zelotes uquathus nu are subspecii cunoscute.